# Шуйянцзян
Шуйянцзян (кит. спр. 水阳, піньїнь: Shuǐ-yáng jiāng) — річка в провінції Аньхой (КНР), басейн Янцзи.
Має довжину близько 254 км; площа річкового басейну складає 8934 км², впадає в систему приток Янцзи поблизу Уху.